# 사랑을 위한 죽음
《사랑을 위한 죽음》(네덜란드어: Turks fruit)은 1973년 개봉한 네덜란드의 에로 로맨스 드라마 영화이다. 파울 페르후번이 감독을, 헤라르트 수테만이 각본을 맡았다. 얀 볼커르스의 동명 소설이 영화의 원작이다.
네덜란드 영화사상 상업적으로 가장 성공한 작품으로 평가받는 작품이다. 1999년, '20세기 최고의 네덜란드 영화'라는 수식어와 함께 특별 황금송아지상을 수상했다.

## 줄거리
아내 올하와의 사랑이 파국으로 끝난 뒤 에릭은 그 여파로 암스테르담 길거리에서 아무 여자나 데려와 하룻밤 관계를 반복하며 문란한 생활을 이어나간다.
2년 전 벌이가 변변찮은 보헤미안 조각가 에릭은 중산층 가정 출신인 올하의 차를 얻어타면서 불같은 사랑에 빠졌다. 둘은 올하 어머니의 강한 반대에도 불구하고 결혼에 이르렀다. 에릭은 병원에서 의뢰를 받아 올하를 모델로 소조상을 만들었고, 제막식에는 율리아나 여왕이 참석해 덮개를 벗겼다. 그러나 올하는 점점 불가해한 백일몽에 빠지거나 충동적인 행동을 반복하다가 에릭 곁을 떠났다.
에릭은 결국 이혼에 동의하고 올하는 부유한 미국인과 재혼한다. 하지만 이 역시 실패하고 네덜란드로 돌아온 올하는 번화가에서 우연히 에릭과 재회한다. 여전히 이상 행동을 보이는 올하는 얼마 지나지 않아 쓰러지고, 병원에서 뇌종양 진단을 받는다.
수술은 실패로 끝나고, 시시각각 올하에게 죽음의 날이 다가온다. 에릭은 흔들리는 치아가 빠질까봐 음식 섭취를 두려워하는 올하가 유일하게 거부하지 않는 부드러운 로쿰(네덜란드어: Turks fruit)과 가발을 병원에 가져다주고 올하를 돌본다.
올하는 발작 끝에 사망한다. 에릭은 자신이 만들었던 올하의 소조상을 지나쳐 쓰레기 수거차에 가발을 버린다. 가발은 분쇄 압축기 안에서 뭉개져간다.

## 출연
- 모니크 판더벤 - 올하 스타펄스 역
- 륏허르 하우어르 - 에릭 봉크 역
- 한스 보스캄프 - 점장 역
- 돌프 더프리스 - 파울 역
- 만프레드 더흐라프 - 헤니 역
- 딕 스헤퍼르 - 회계사 역
- 데이비드 래퍼포트 - 난쟁이 역